# Mordacia mordax
Mordacia mordax is een kaakloze vissensoort uit de familie van de zuidelijke topoogprikken (Mordaciidae). De wetenschappelijke naam van de soort is voor het eerst geldig gepubliceerd in 1846 door Richardson.